# RTL Plus
RTL Plus était une chaîne de télévision généraliste commerciale privée luxembourgeoise à rayonnement international, émettant principalement en direction des téléspectateurs ouest-allemands du 2 janvier 1984 jusqu'au 1er janvier 1988, où elle devient une chaîne de télévision privée allemande diffusée jusqu'au 30 octobre 1992.  

## Histoire de la chaîne

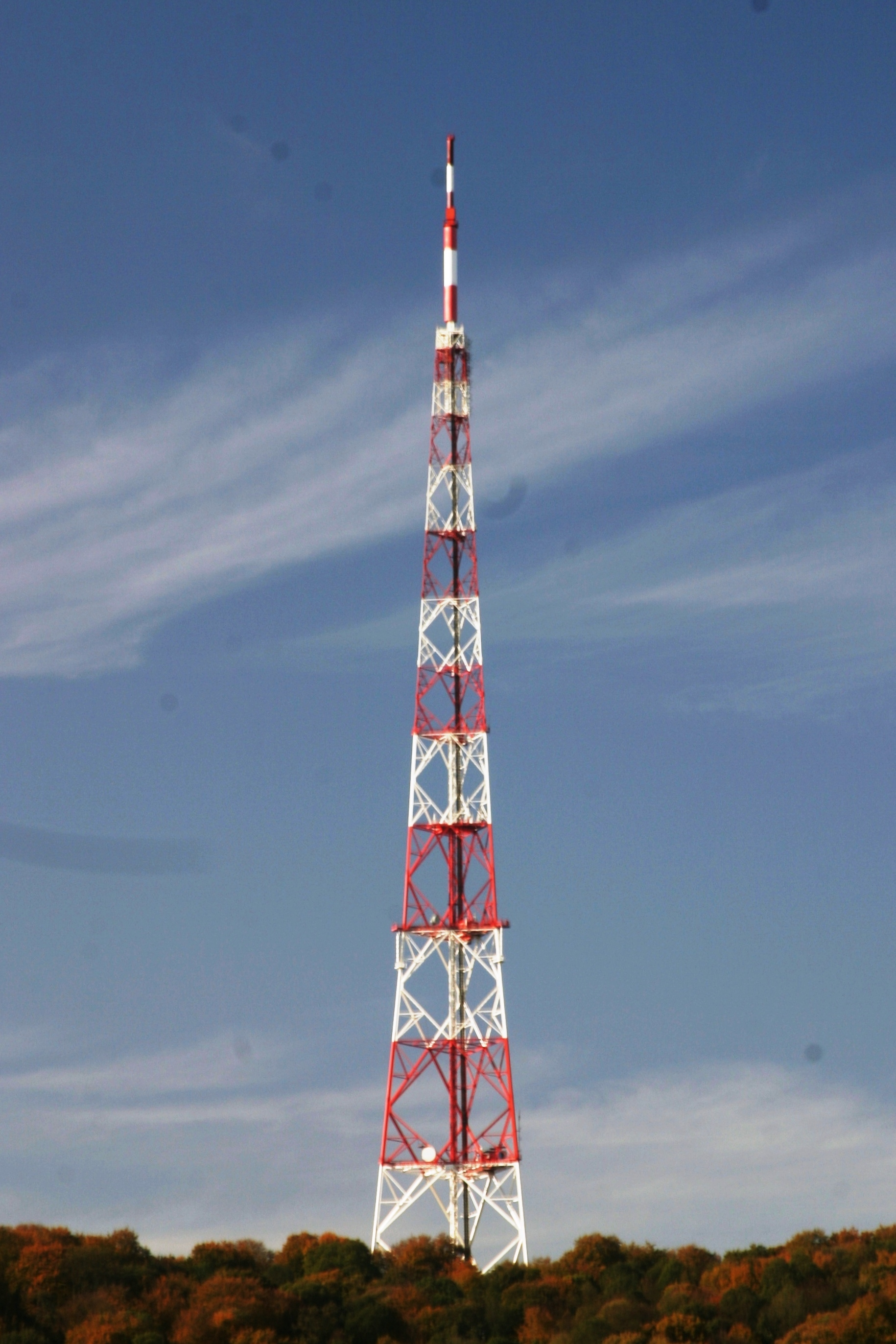
Émetteur de Dudelange

L'émetteur de Dudelange, partiellement détruit par un avion de chasse belge en juillet 1981, est totalement reconstruit en 1983. Durant la reconstruction, la direction de la Compagnie Luxembourgeoise de Télédiffusion (CLT) met en place un projet visant à profiter de cette opportunité pour réorienter vers l'Allemagne de l'Ouest toute proche le canal de diffusion omnidirectionnel à forte puissance VHF E-07 afin d'y diffuser une chaîne de télévision commerciale en langue allemande et d'accroître ainsi son bassin d'audience en accédant au marché publicitaire allemand, tout en contournant les restrictions de diffusion de la RFA.
La décision de créer une chaîne de télévision en allemand est prise en septembre 1983 par Gust Graas, directeur général luxembourgeois de la CLT, groupe à l'actionnariat franco-belge, et son partenaire allemand Bertelsmann. Le projet RTL Plus est mis en œuvre grâce à la présence de deux équipes distinctes à la Villa Louvigny, siège historique de la CLT. D’une part, une bande d’expatriés d’outre-Moselle, qui réalisent à Luxembourg avec grand succès le programme radiophonique allemand Radio Luxemburg, et d’autre part, des techniciens disposant d’une expérience presque trentenaire dans l’audiovisuel depuis le lancement en 1955 de Télé Luxembourg. Bertelsmann, aujourd’hui propriétaire de RTL Group, et qui cherchait à l'époque à s'implanter dans la télévision en Allemagne, s'associe donc à la CLT pour accéder à son savoir-faire en matière de télévision. Celle-ci dispose alors avec Gust Graas, l’homme des programmes, et Jules Felten, le financier, d’une équipe de direction très forte. Le projet consiste à transposer à la télévision les programmes de Radio Luxemburg en les adaptant à ce nouveau format. La direction de cette nouvelle chaîne est donc naturellement confiée au directeur de Radio Luxemburg, Helmut Thoma. 
Des tests techniques d'émission débutent le 3 octobre 1983 et RTL Plus commence officiellement à émettre en allemand le 2 janvier 1984 à 17 h 27 sur le canal VHF E07 (182-189 MHz) PAL-B de l'émetteur de Dudelange au Luxembourg. Depuis les studios de la Villa Louvigny, les premières images mettent en scène le médecin chef Rainer Holbe, entouré d'obstétriciens, dans une salle d'accouchement donnant naissance à un téléviseur sur lequel apparaît le logo RTL Plus. La chaîne ne touche par voie hertzienne qu'environ 200 000 personnes au Grand-Duché et dans les régions germanophones environnantes (Sarre, Rhénanie...), ainsi qu'en Lorraine, mais avec une qualité d'image moindre, jusqu'à Nancy. C'est la seconde chaîne de télévision privée accessible en Allemagne, après Sat 1 lancée un jour plus tôt.
Le 1er janvier 1988, RTL Plus déménage son siège à Cologne en Allemagne afin d'obtenir du gouvernement allemand des fréquences hertziennes pour la diffusion de la chaîne sur tout le territoire fédéral. La chaîne perd alors son statut luxembourgeois et devient pleinement une chaîne de télévision et une société allemande : RTL Plus Deutschland Fernsehen GmbH & Co. KG. 
Devenue bénéficiaire depuis 1990, elle est rebaptisée RTL Television le 31 octobre 1992, mais continue à être appelée familièrement RTL.

## Identité visuelle
À sa création en janvier 1984, le logotype et les indicatifs de RTL PLUS reprennent à l'identique ceux de sa grande sœur RTL Télévision, seule la mention Télévision étant remplacée par PLUS. Ainsi, René Steichen et ses équipes, alors pionnières dans l'utilisation des trucages vidéo et de la palette graphique, retouchent très légèrement l'indicatif d'ouverture d'antenne de RTL Télévision aux effets spéciaux révolutionnaires en modifiant la mention Télévision par PLUS pour en faire celui de RTL PLUS. L'indicatif de fermeture d'antenne de RTL PLUS est identique à celui d'ouverture, contrairement à celui de RTL Télévision qui reprend à l'envers l'indicatif d'ouverture.
La chaîne change d'habillage en 1988 pour accompagner son déménagement en Allemagne et son changement de nationalité. L'indicatif d'ouverture d'antenne joue avec les formes très graphiques du nouveau logo dans un jeu de lignes qui n'est pas sans rappeler l'œuvre de Mondrian . La musique de l'indicatif de fermeture d'antenne est légèrement adaptée de celle utilisée par TMC dans son indicatif de fermeture d'antenne de 1986 à 1988, chaîne dont la CLT est aussi actionnaire à l'époque.

### Logos
Le premier logotype de RTL PLUS reprend à l'identique celui de sa grande sœur RTL Télévision, seule la mention Télévision étant remplacée par PLUS. Un logo alternatif, non utilisé à l'écran avant 1985, reprend le logo de la radio luxembourgeoise germanophone, Radio Luxemburg, très écoutée en Allemagne de l'Ouest et dont RTL Plus est une adaptation télévisée. Le 1er janvier 1988, la chaîne change à nouveau de logo pour accompagner son déménagement en Allemagne et son changement de nationalité. Elle adopte un logo très graphique qui prend de la perspective et marie les couleurs du Luxembourg (le bleu et le rouge) à celles de l'Allemagne (l'or et le rouge) avec un R rouge, un T or et un L bleu.

Logo de RTL Plus du 2 janvier 1984 à 31 décembre 1987
Logo alternatif de RTL Plus du 2 janvier 1984 à 1985
Logo alternatif de RTL Plus du 1985 à 31 décembre 1987
Logo de RTL Plus du 1er janvier 1988 au 30 octobre 1992

## Organisation

### Dirigeants
Directeur général :
- Helmut Thoma : 2 janvier 1984 - 30 octobre 1992

Directeurs de l'information :
- Egon F. Freiheit : Octobre 1984 - 1986
- Volker Kösters : 1986 - 30 septembre 1988
- Dieter Lesche : 1er octobre 1988 - 30 octobre 1992

### Capital
Le capital de RTL Plus est initialement détenu à 50 % par la CLT S.A. et à 50 % par Bertelsmann AG. Le 14 mai 1986, le quotidien Westdeutsche Allgemeine Zeitung prend une participation de 10 % dans le capital de RTL Plus, Bertelsmann AG passant à 40 % et la CLT conservant ses 50 %.

### Sièges
Le premier siège de RTL Plus était celui de sa maison mère, la CLT, à la Villa Louvigny à Luxembourg. La chaîne utilisait pour ses émissions les studios de télévision de la Villa Louvigny et ceux de RTL Productions à Bertrange.
Le 1er janvier 1988, RTL Plus déménage son siège à Cologne en Allemagne pour devenir une chaîne de télévision pleinement allemande.

## Programmes

Écran publicitaire de RTL plus en 1986

Dotée d'un petit budget, RTL Plus a commencé comme une version télévisée de Radio Luxemburg et bon nombre des premiers animateurs n'étaient autre que ceux de la radio qui présentaient simplement des versions de leurs émissions radiophoniques adaptées pour la télévision. Le premier succès de la chaîne fut le quiz Ein Tag wie kein anderer (Un jour pas comme les autres), dans lequel les candidats étaient en lice pour gagner leurs vacances. RTL Plus était aussi  célèbre à ses débuts pour la diffusion de films à petit budget et de programmes américains. En tant que chaîne commerciale privée, RTL Plus tire l'essentiel de ses ressources de la publicité télévisée.
Quand RTL Plus s'installe à Cologne en 1988 et reçoit le droit de diffuser en Allemagne sur des fréquences terrestres, les programmes s'améliorent avec, par exemple, l'acquisition par la chaîne des droits de diffusion de la prestigieuse Fußball-Bundesliga et des accords avec Universal Studios qui lui permettent de diffuser quelques films de meilleure qualité. La chaîne améliore fortement son audience en 1991, lorsqu'elle acquiert les droits de la Formule 1, où débute Michael Schumacher.

### Émissions
- Clip connection : clips musicaux diffusés les après-midis en attendant l'ouverture d'antenne et durant environ une heure après la fermeture de l'antenne (également sur RTL Télévision).
- Hei Elei Kuck Elei : émission de télévision hebdomadaire d’information en langue luxembourgeoise diffusée tous les dimanches après-midi de 13h à 15h de 1984 à 1988.
- 7 vor 7 : émission de télévision d’information présentée chaque soir par Hans Meiser et Geert Müller-Gerbes jusqu'au 4 avril 1988.
- Spiel mit...Scrabble : adaptation télévisée du jeu Scrabble.
- RTL aktuell: journal télévisé de vingt minutes diffusé chaque soir à 18h45 depuis le 5 avril 1988 et présenté par Peter Kloeppel et Margret Deckenbrock.
- Guten Morgen Deutschland : émission matinale à succès présentée chaque jour de la semaine à 6h30 par Nic Jacob à partir du 23 septembre 1987.
- Der Preis ist heiß : version allemande du jeu télévisé Le Juste Prix.

### Séries
- California Clan
- Ein Schloss am Wörthersee : première série produite par la chaîne en 1990.
- Full House
- Knight Rider
- Reich und Schön

### Audiences
| 1985  | 1986  | 1987  | 1988  | 1989   | 1990   | 1991   | 1992   |
| ----- | ----- | ----- | ----- | ------ | ------ | ------ | ------ |
| 0.4 % | 0.7 % | 1.2 % | 4.1 % | 10.0 % | 11.5 % | 14.4 % | 16.7 % |

## Diffusion

### Hertzien analogique
Le premier émetteur de RTL Plus était l'émetteur de Dudelange au Luxembourg, qui diffusait la chaîne sur le canal VHF E07 (182-189 MHz) PAL-B au standard de 625 lignes, pour une concession de dix ans qui a été renouvelée une fois jusqu'en 2003. La chaîne ne touche par voie hertzienne qu'environ 200 000 personnes au Grand-Duché et dans les régions germanophones environnantes (Sarre, Rhénanie...), ainsi qu'en Lorraine, mais avec une qualité d'image moindre, jusqu'à Nancy.
Après le déménagement de son siège à Cologne et son changement de nationalité, RTL Plus obtient du gouvernement du Land de Rhénanie du Nord-Westphalie une première fréquence hertzienne en Allemagne fédérale lui permettant de toucher 5,4 millions de foyers. La chaîne obtient ensuite des fréquences hertziennes dans chaque Land pour une diffusion sur tout le territoire. 

### Câble
L'entrée en vigueur du traité sur la réorganisation de la radiotélévision le 1er décembre 1987 oblige les Länder à diffuser sur leurs réseaux câblés tous les programmes publics ou privés diffusés par des satellites de communication dont les émissions sont susceptibles d'être captées sur l'ensemble du territoire fédéral, ce qui est le cas de RTL Plus. Le câble, très développé en Allemagne de l'Ouest, permet à RTL Plus de toucher immédiatement des milliers de foyers allemands, marquant le début de l'explosion de son audience.

### Satellite
RTL Plus est diffusé par le satellite ECS-1 (Eutelsat I-F1) à partir de 1985. Le 8 décembre 1989, RTL Plus est diffusée sur le transpondeur 2 (fréquence à 11,229 V) du satellite Astra 1A et est également diffusée sur le satellite TV-SAT 2 à la norme D2-MAC.